# ویکتور آلفرد لوندی
ویکتور آلفرد لوندی (انگلیسی: Victor A. Lundy؛ زادهٔ ۱ فوریهٔ ۱۹۲۳) معمار اهل ایالات متحده آمریکا است.